# Ли Сысюнь
Ли Сысюнь (李思训; 651[…] — 716[…]) — китайский художник.

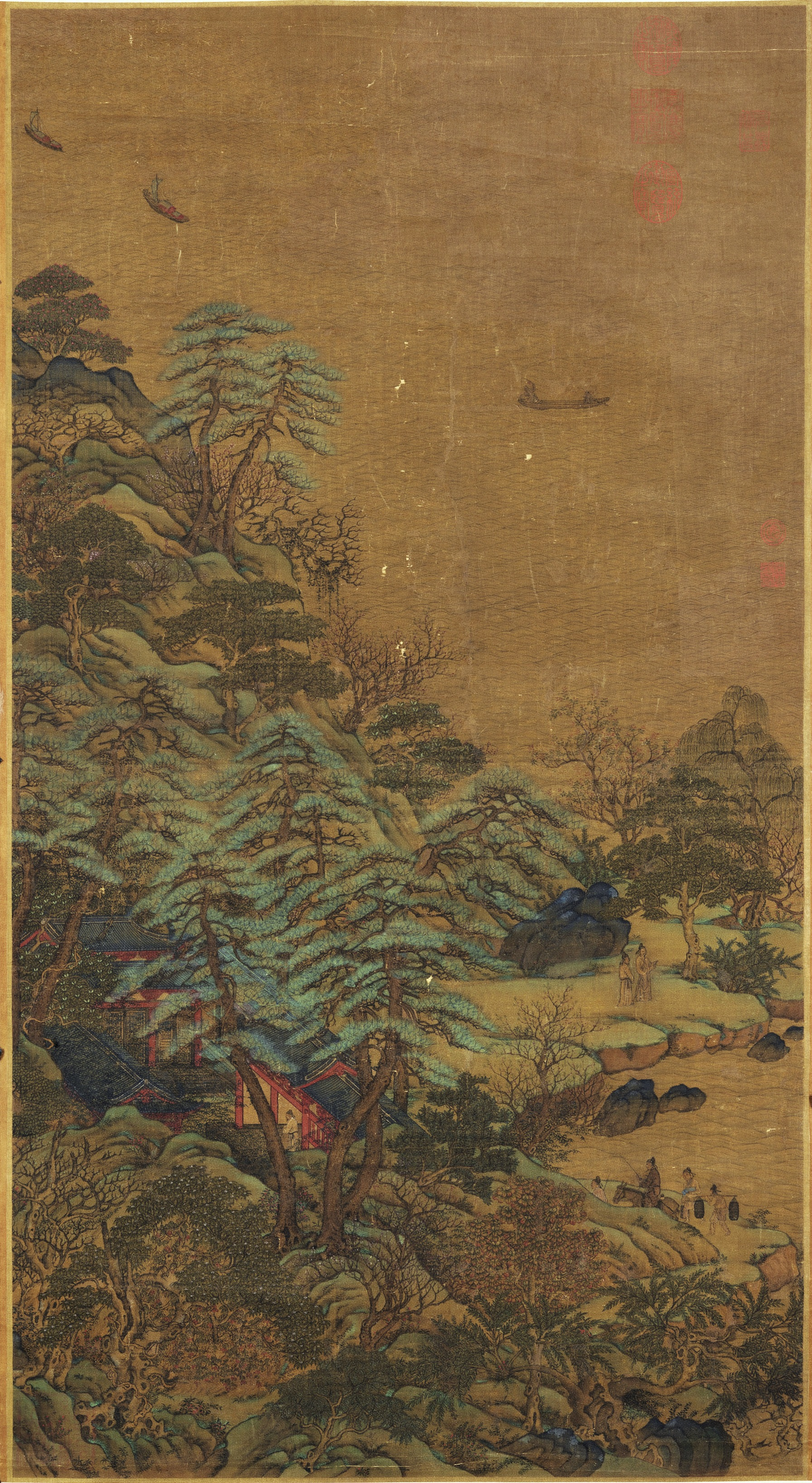
Ли Сысюнь (приписывается). Плывущие лодки и дворец на берегу реки. Гугун, Тайбэй.

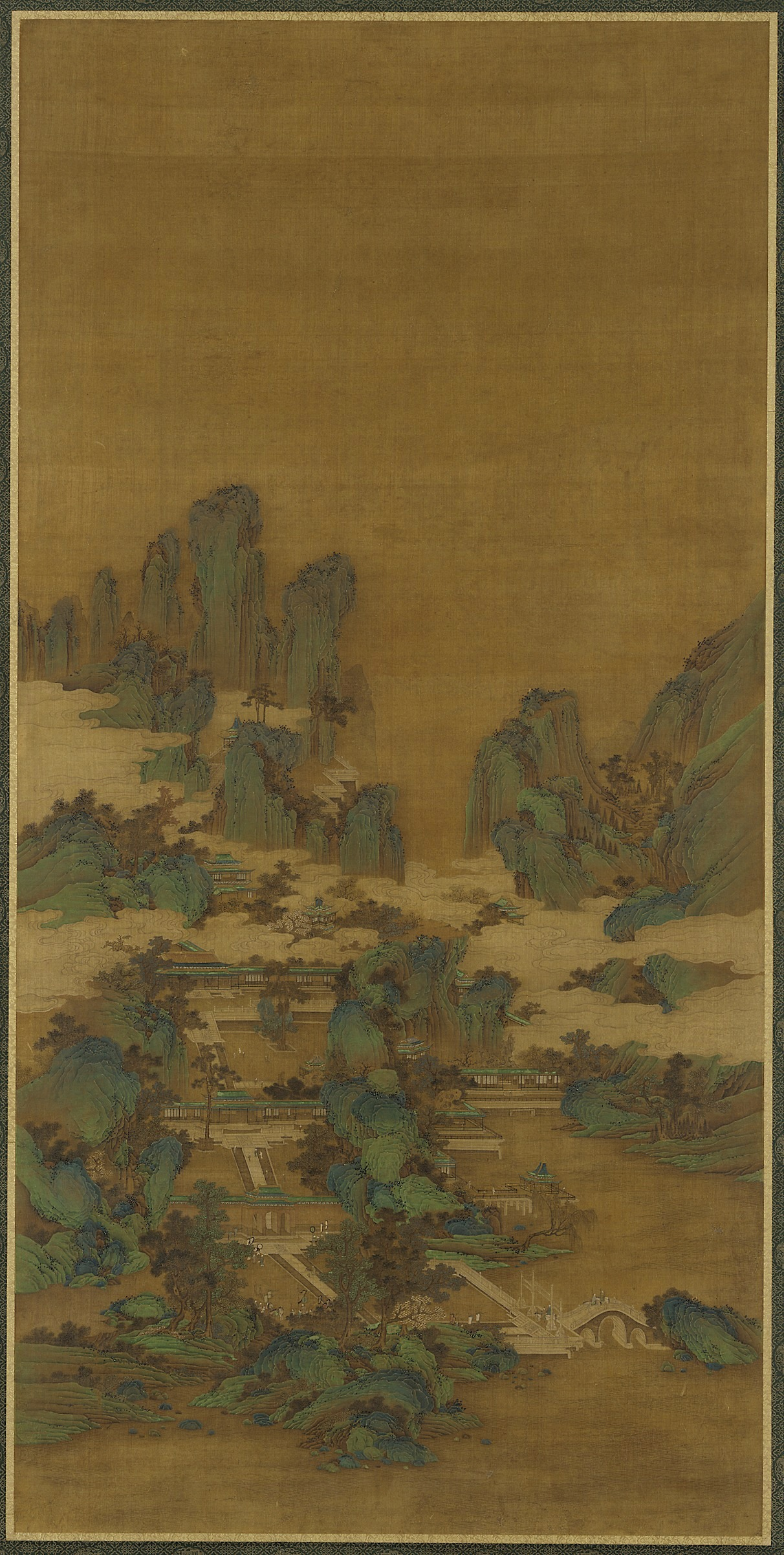
Пейзаж по Ли Сысюню («Прибытие императора Тайцзуна во дворец Цзючэн»). Копия эпохи Мин, ок. 1500г., Галерея Фрир, Вашингтон.

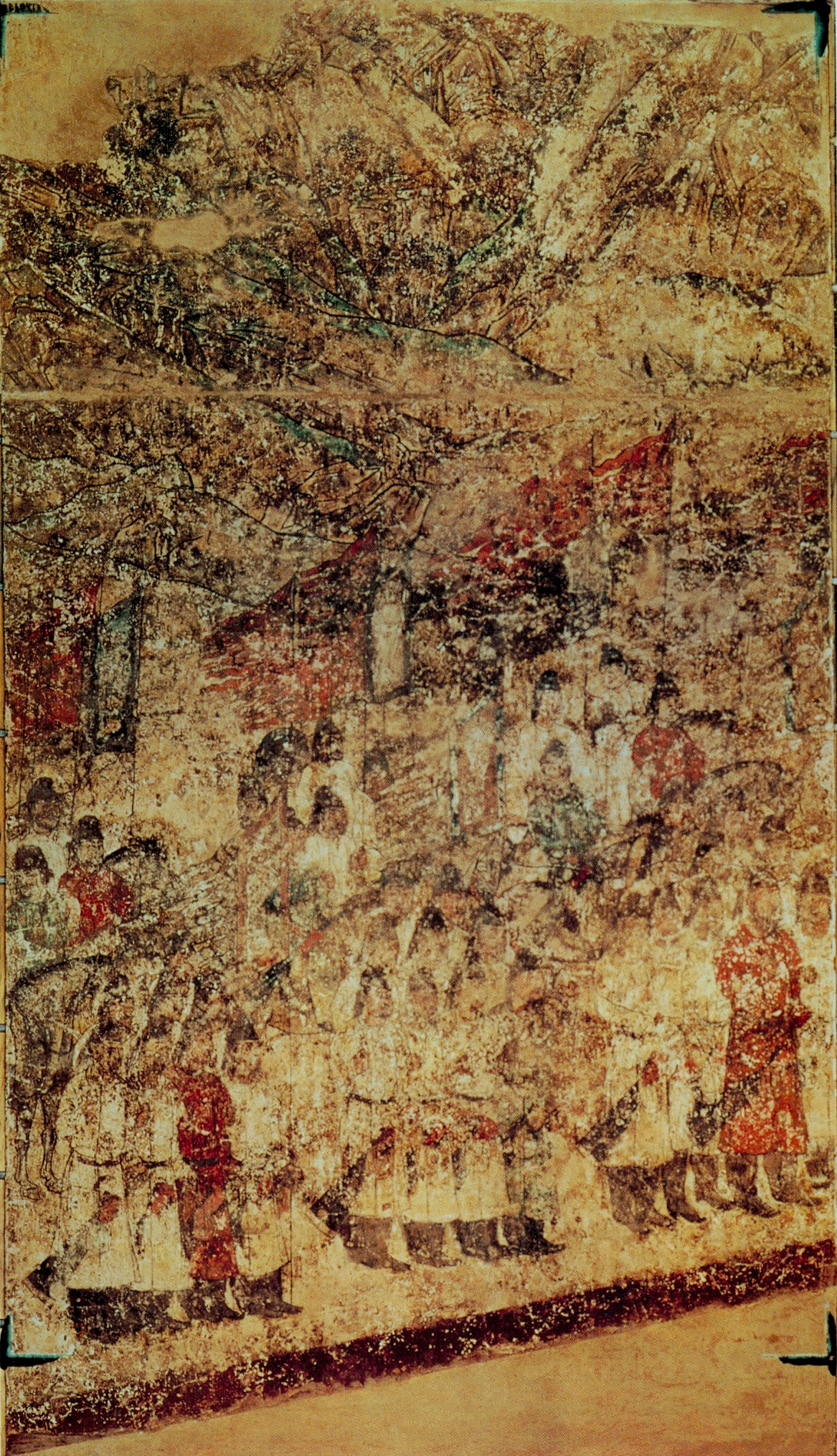
Гвардия почета. Роспись стены гробницы принца Идэ. 706 г. Цяньлин, Цяньсянь, провинция Шэньси.

Согласно китайской традиции Ли Сысюнь является создателем особого жанра в китайской живописи — так называемого «сине-зеленого пейзажа» (стиль так назван благодаря преобладанию синих и зеленых тонов), и создателем так называемой «северной школы пейзажа», характерными особенностями которой были ясная графичность и тщательная проработка деталей. Этот выдающийся художник и администратор принадлежал к танскому императорскому дому, который правил Китаем в 618—907 годах.
После смерти императора Тайцзуна, последовавшей в 649 году, к власти пришёл его сын, слабовольный Гаоцзун (649—683), который, поддавшись на уловки и пленившись красотой бывшей наложницы своего отца, взял её в жены. Это была умная и расчётливая женщина, которая стремилась привести к власти свой клан. После смерти супруга-императора в 683 году она открыто взяла власть в свои руки, объявила себя императрицей У Цзэтянь, и устроила гонения на царствовавший танский дом. Аристократ и художник Ли Сысюнь ради спасения жизни вынужден был скрываться в течение нескольких лет, до тех пор, пока императрица У Цзэтянь в 704 году не отреклась от трона.
Вряд ли в течение тех лет, пока Ли Сысюнь скрывался, он мог серьёзно заниматься живописью, и создать новый живописный канон. Скорее всего, это произошло после 704 года, когда правящий клан Ли вернул себе власть, которая едва не уплыла из его рук, а Ли Сысюнь обрёл влияние и статус высокочтимого чиновника танского двора. Усиление политической власти семейства Ли привело к тому, что художественный стиль Ли Сысюня стал доминирующим в придворном искусстве. Теоретик и критик IX в. Чжан Яньюань в своем сочинении «Записки о прославленных мастерах разных эпох» свидетельствует, что кроме его сына Ли Чжаодао, ещё три представителя семейства Ли — младший брат Ли Сысюня — Сыхуй, сын Сыхуя — Линьфу, и племянник Линьфу — Цоу, были художниками, произведения которых высоко ценились в ту эпоху. Более того, Ли Линьфу, который продолжил семейную традицию «сине-зеленого пейзажа», стал главой кабинета министров в правительстве императора Сюаньцзуна (712—756), а с 736 года и до своей смерти в 752 году он был фактически диктатором.
После отречения У Цзэтянь в 704 г. Ли Сысюнь почти сразу был назначен главой Департамента дел императорской фамилии (Цзунчжэнь цин). Далее должности и титулы сыпались как из рога изобилия; он был главой префектуры Ичжоу, генералом Императорской гвардии и т. д. В истории искусства он и фигурирует как «Генерал Ли».
Аутентичные произведения Ли Сысюня не сохранились. Единственный свиток, который с определённой долей уверенности ему сегодня приписывают — это «Плывущие лодки и дворец на берегу реки». Картина имеет явные черты сходства с «Весенней прогулкой» (произведением, атрибуция которого как бы «зависла» между Ли Сысюнем и Чжань Цзыцянем), она представляет собой редкий и замечательный образец раннего сине-зелёного пейзажа.
Художник занимался также монументальными росписями; исторические источники сообщают, что по указу императора Сюаньцзуна Ли Сысюнь расписал стены дворца Датун. Император восторженно отозвался о его работе, назвав мастера «божеством живописи». Часть современных исследователей танского искусства считает, что Ли Сысюнь мог быть причастен к созданию фресок, обнаруженных в гробнице принца Идэ (682—701), который был умерщвлён императрицей У Цзэтянь за то, что нелестно отозвался о её бабке. После смерти У Цзэтянь в 705 г., останки принца были эксгумированы, и помещены во вновь созданный мавзолей, строительство которого Ли Сысюнь, как художник и глава Департамента дел императорской фамилии, наверняка курировал. Вряд ли живописец приложил к фрескам свою руку, но они, по крайней мере, передают подлинный стиль сине-зелёного пейзажа той эпохи. Пейзажи длиной 26 метров занимают там две стены вдоль наклонного коридора, на их фоне изображены церемониальные процессии. Верхняя часть пейзажей повреждена, однако сохранившиеся фрагменты демонстрируют исключительный стиль. Для него характерен чёткий рисунок — жёсткие, похожие на проволоку линии очерчивают грани гор с кристальной ясностью, а колорит играет оттенками коричневого и яркой, малахитово-зелёной краской.
Ли Сысюнь при жизни был известен и как замечательный мастер изображения животных, однако в истории он остался как изобретатель особого вида пейзажа. Сине-зелёный пейзаж, созданный «Генералом Ли», на много веков пережил своего создателя. Он стал каноном, обращение к которому для китайских художников в течение всех веков символизировало приобщение к гениям древности и к золотому веку китайской культуры — эпохе Тан.

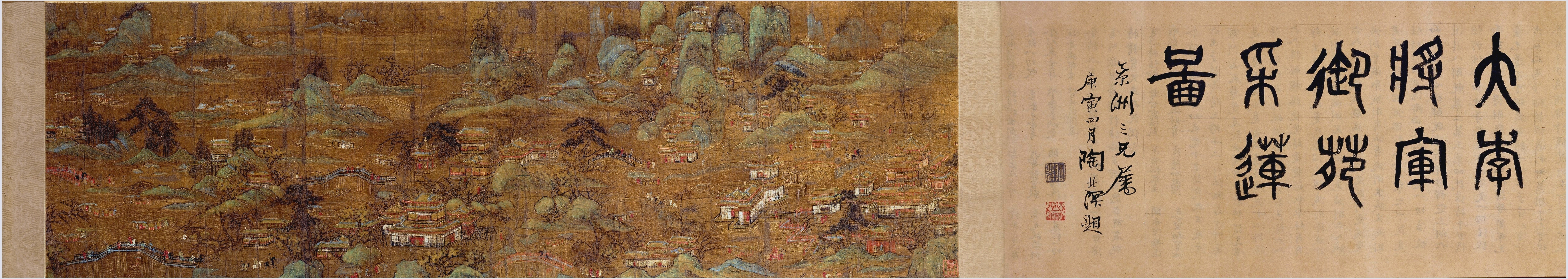
Ли Сысюнь. Путешествие Минхуана в Шу. Минская копия. Гугун, Пекин.

## Список произведений Ли Сысюня
(по кн. James Cahill «An index of early Chinese painters and paintings: Tang, Sung, and Yüan». University of California Press, 1980)
1. Дворцы в пейзаже (Путешествие Минхуана в Шу). Свиток. Приписывается. Ложные колофоны Ни Цзаня, Ван Мэна, и т. д. Работа эпохи Мин в архаичном стиле. Гугун, Пекин.
2. Лодки на реке, лиственные деревья вдоль берега, большие красные строения и фигуры на противоположной стороне. Приписывается. Печати эпохи империи сун. Возможно, данная копия воспроизведена с более ранней картины. Гугун, Тайбэй.
3. Речной пейзаж. Крутые горы с деревьями, лодки с рыбаками на воде. Свиток. Шёлк, краски. Приписывается Ли Сысюню в надписи коллекционера Пэй Цзинфу. Возможно создана другим художником в ранней период эпохи Мин.Музей Фудзии Юринкан (Fujii Yurinkan Museum 藤井斉成会有鄰館), Киото.
4. Дворцы и сады в Фан-ху, одном из трёх Островов Бессмертных. Фантастические строения, деревья в светлых тонах, синие горы и белые облака. Свиток, поздняя имитация. Галерея Фрир, Вашингтон.
5. Дворцы среди зелёных гор. Приписывается. Период Мин, школа Цю Ина. Галерея Фрир, Вашингтон.

### На иностранном языке
- Watson, William, The Arts of China to AD — 900. Yale University Press, London, 1995. Р.210.
- Three Thousand Years of Chinese Painting. Yale University Press, 1997. pp. 64–66.

### На русском языке
- Ли Сы-сю́нь // Лесничий — Магнит. — М. : Советская энциклопедия, 1954. — С. 216. — (Большая советская энциклопедия : [в 51 т.] /  гл. ред. Б. А. Введенский ; 1949—1958, т. 25).
- Виноградова Н. А. Китайская пейзажная живопись. — М.: Изобразительное искусство, 1972. — С. 46-51. — 160 с.
- Виноградова Н. А. Духовная культура Китая. — М.: Восточная литература, 1972. — Т. 6 Искусство. (дополнительный). — С. 613. — 1031 с.